# Irina Szolomonovna Levityina
Irina Szolomonovna Levityina (oroszul: Ирина Соломоновна Левитина a nemzetközi szakirodalomban Irina Levitina) (Leningrád, Szovjetunió, 1954. június 8.−) szovjet−amerikai sakkozónő, női nagymester (WGM), világbajnoki döntős (1984), csapatban háromszoros sakkolimpiai bajnok (1972, 1974, 1984), a Szovjetunió négyszeres (1971, 1978, 1979, 1981), az Amerikai Egyesült Államok háromszoros női sakkbajnoka (1991, 1992, 1993 – megosztva). Bridzs nagymester, ötszörös egyéni- és kétszeres csapatvilágbajnok bridzsben.
1981. júliusban a női világranglista 2. helyén állt. 1984-ben sakkvilágbajnoki döntőt játszott a grúz Maia Csiburdanidzével, amelyet 8,5−5,5 arányban elveszített, ezzel a grúz sakkozónő megvédte világbajnoki címét.
Négyszer nyerte meg a Szovjetunió és háromszor Amerika sakkbajnokságát. 1986-ban az első szovjet állampolgárként nyert meg egy nemzetközi bridzsversenyt. 1990. decemberben emigrált az Amerikai Egyesült Államokba. Felhagyott a sakkversenyzéssel, és 1993-tól jórészt már csak bridzsversenyeken vett részt. Öt alkalommal nyerte meg a női világbajnokságot, és tagja volt 2007-ben a bridzsvilágbajnokságot nyert Amerikai Egyesült Államok csapatának.

## Élete és sakkpályafutása

### Kiemelkedő versenyeredményei
1971-ben, 17 éves korában nyerte meg először a Szovjetunió női sakkbajnokságát. 1972-ben Leningrádban holtversenyben az 1−2. helyen végzett a nemzetközi női versenyen. 1975-ben Halléban a 3. helyet szerezte meg. 1976-ban Novgorodban a nemzetközi női sakkversenyen második, 1977-ben Belgrádban Verőci Zsuzsával holtversenyben az 1−2. helyen végzett. 1979-ben Ahmilovszkajával holtversenyben lett első a moszkvai nemzetközi versenyen. 1980-ban Odesszában a második helyet szerezte meg.
1978-ban első helyen végzett a Szovjetunió női bajnokságán. 1981-ben nagy előnnyel, már az utolsó forduló előtt megszerezte a bajnoki címet a szovjet női sakkbajnokságon. Két pont előnnyel, fölényesen nyerte meg a Tapolcán 1984. júniusban rendezett VI. Alföldy László-emlékversenyt. 1985. januárban a hagyományos női nagymesterversenyen Jajcéban Nana Ioszelianival holtversenyben az 1−2. helyen végzett, ugyanígy holtversenyben lett első Herkulesfürdőn 1985. augusztusban, majd októberben a 3. helyet szerezte meg a Tbiliszi nemzetközi tornán. 1986. áprilisban megnyerte a Varsóban rendezett nemzetközi női tornát. 1988-ban a második helyen végzett Naleczowban, majd megnyerte a Szocsiban rendezett nemzetközi versenyt.
1990-ben Amerikába emigrált, és egy évvel később, 1991-ben Esher Epsteinnel holtversenyben megnyerte az Amerikai Egyesült Államok női bajnokságát. A következő évben egyedül szerezte meg az elsőséget, egy évvel később, 1993-ban Jelena Ahmilovszkajával holtversenyben (aki ekkor Elena Donaldson néven játszott) lett ismét első), 1996-ban bronzérmet szerzett.

### Eredményei a világbajnokságokon
Az 1975-ös világbajnoki ciklusban 1973-tól vett részt a világbajnoki küzdelemsorozatokban. 1973. október–novemberben a Baleári-szigetekhez tartozó spanyolországi Menorcában rendezett világbajnoki zónaközi döntőn holtversenyben a 2−5. helyen végzett, majd a rájátszásban kiharcolta a világbajnokjelöltek versenyén való részvétel jogát. A legjobb négy versenyző között folyó világbajnoki párosmérkőzések során rájátszásban 6,5−5,5 arányban legyőzte a szovjet Valentyina Kozlovszkaját, majd a döntőben többszöri rájátszás után szenvedett 9−8 arányú vereséget Nana Alekszandriától, így Alekszandria szerezte meg a jogot, hogy a világbajnoki címért mérkőzzön az akkor regnáló világbajnok Nona Gaprindasvilivel.
Az 1978-as világbajnoki ciklusban az előző világbajnokságon elért eredménye alapján közvetlenül vehetett részt a világbajnokjelöltek párosmérkőzéses küzdelmeiben. A negyeddöntőben a később a döntőig eljutó izraeli Alla Kusnyirtól szenvedett 6−3 arányú vereséget.
Az 1981-es világbajnoki ciklusban a szovjet hatóságok nem engedélyezték az indulását a Rio de Janeiróban rendezett zónaközi döntőn, mert a bátyja Izraelbe emigrált.
Az 1984-es világbajnoki ciklusban az 1982-ben Tbilisziben rendezett zónaközi döntőn a 2. helyen végzett, ezzel bejutott a legjobb három közé, akik a párosmérkőzéses szakaszban folytathatták a küzdelmet a világbajnoki címért. A világbajnokjelöltek párosmérkőzései során először az exvilágbajnok Nona Gaprindasvilit győzte le 6−4 arányban, majd a korábbi világbajnoki döntős Nana Alekszandriát 7,5−6,5 arányban, végül a döntőben a szovjet Ligyija Szemjonova ellen 7−5 arányban győzött, ezzel megszerezte a jogot, hogy párosmérkőzést játsszon a világbajnok Maia Csiburdanidze ellen a világbajnoki címért. Az 1984. szeptember−októberben Volgográdban rendezett világbajnoki döntőn a harmadik játszmában vezetást szerzett, ezt azonban Csiburdanidze rögtön a következő játszmában kiegyenlítette, végül 8,5−5,5 arányban megvédte világbajnoki címét.
Az 1986-os világbajnoki ciklusban az előző világbajnokságon elért eredménye alapján közvetlenül vehetett részt a világbajnokjelöltek versenyén, amelyet ezúttal először kétfordulós körmérkőzéses rendszerben rendeztek a legjobb nyolc versenyző között. Az 1986. februárban Malmőben rendezett versenyen csak a 7. helyen végzett.
Az 1988-as világbajnoki ciklusban az 1987-ben Smederevska Palankán rendezett zónaközi versenyen a 2−4. helyen végzett, majd a rájátszás során kivívta a jogot, hogy a világbajnokjelöltek versenyének résztvevője legyen. A versenyre 1988. januárban a grúziai Tsqaltubóban került sor, amelyen Nana Ioszeliani és Jelena Ahmilovszkaja mögött a 3. helyen végzett.
Az 1993-as világbajnoki ciklusban először indult amerikai színekben a világbajnoki címért. Az 1991-ben Szabadkán rendezett svájci rendszerű zónaközi versenyen a 3−4. helyen végzett, ezzel továbbjutott a világbajnokjelöltek versenyére. Az 1992. novemberben Sanghajban rendezett versenyen a kilenc induló között a hatodik helyet szerezte meg.

## Eredményei csapatban

### Sakkolimpiák
A Szovjetunió válogatottjában négyszer, az Amerikai Egyesült Államok válogatottjának tagjaként egy alkalommal vett részt a sakkolimpián. Csapatban 1972-ben, 1974-ben és 1984-ben aranyérmes, az 1988-as sakkolimpián ezüstérmet szerzett. Egyéni teljesítményéért 1974-ben szintén aranyérmet kapott.

### Szovjet sakkcsapat-bajnokság
1969−1985 között a Sankt Petersburg csapatában játszott, kezdetben az ifjúsági lánytáblán, majd a női táblán. Ebben az időszakban a csapattal és egyéni teljesítményével egyaránt egy ezüst- és két bronzérmet szerzett.

### Szovjet Sakk Kupa
1976−1984 között a Soviet Army csapatának női tábláján játszva csapatban egy arany-, egy ezüst és két bronzérmet nyert, egyéni teljesítménye alapján két arany- és két ezüstérmet szerzett.

## Bridzs pályafutása
1986-ban ő volt az első szovjet állampolgár, aki nemzetközi bridzsversenyt nyert, amikor elnyerte az Alpwater Awards díjat.
A Nemzetközi Bridzs Szövetség (World Bridge Federation) 1990 óta tartja nyilván az általa szervezett versenyekről Irina Levityina versenyeredményeit. Az egyéni versenyek közül harmadik helyezett lett a 2002-es világbajnokságon, és a legnagyobb sikerét a 2006-os bridzsvilágbajnokságon érte el, amikor az 1. helyen végzett.
Csapatban az Amerikai Egyesült Államok csapatával 1996-ban, 2000-ben, 2002-ben és 2007-ben nyerte meg a bridzs csapatvilágbajnokságot, és 2011-ben Pekingben a Szellemi Világjátékokon is az első helyezett amerikai válogatott tagja volt.
A világranglistán 2017. januárban a női nagymesterek között a 23. helyen állt, a helyezési pontszámok alapján a Top10 női játékos között tartják számon.